# Jason Freese

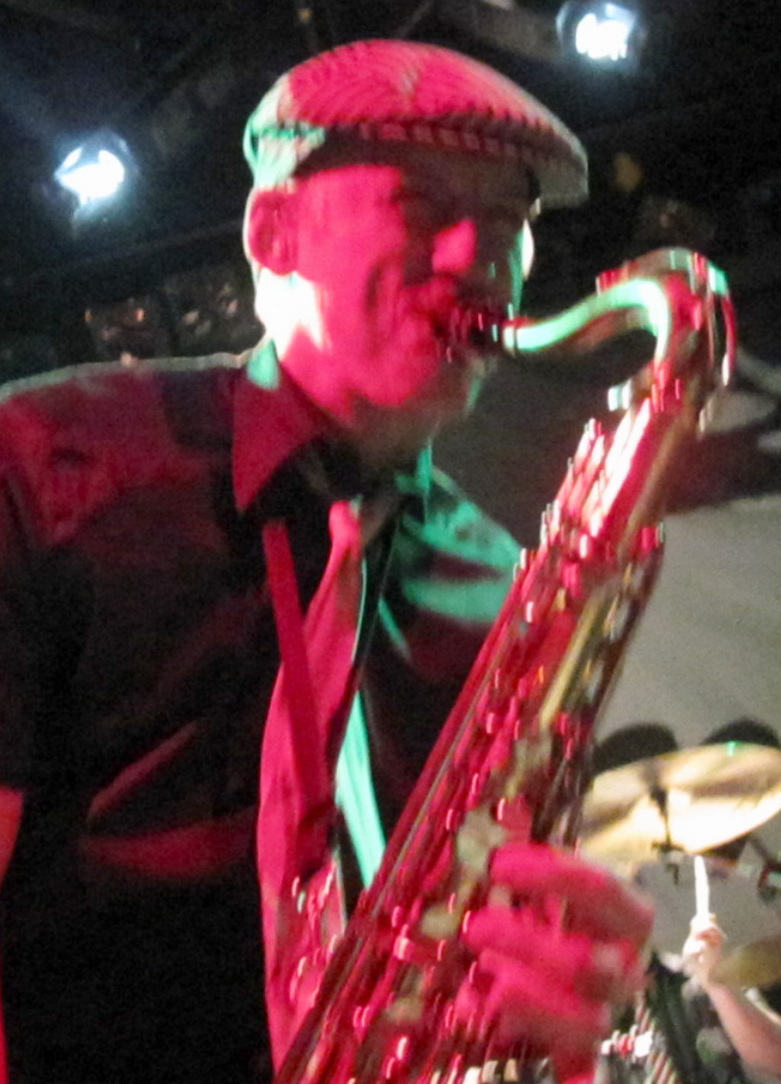
Freese bei einem Auftritt mit Green Day (2009)

Jason Jeremy Freese [ˈd͡ʒeɪsən ˈd͡ʒɛərəmi fɹiːs] (* 12. Januar 1975 in Orange County, Kalifornien) ist ein amerikanischer Musiker. Er ist Mitglied der Live-Band der Punkrockband Green Day, für die er unter anderem Keyboard, Saxophon und Hintergrundgesänge übernimmt. Er spielt Klavier, Keyboard, Saxophon, Gitarre, Akkordeon und Posaune und stand bereits mit zahlreichen anderen Bands und Sängern gemeinsam auf der Bühne. Freese ist auch durch seinen Bruder Josh Freese bekannt.